# شهرستان خواف
شهرستان خواف یکی از شهرستان‌های استان خراسان رضوی است و مرکز آن شهر خواف می‌باشد که در ۲۶۲ کیلومتری جنوب شرقی مشهد واقع است. سده، سنگان، نشتیفان، قاسم‌آباد و سلامی دیگر شهرهای آن هستند. این شهرستان با چهار بخش مرکزی، سنگان، جلگه زوزن، و سلامی و جمعیتی بیش از۱۷۵ هزار نفر، در نوار مرز شرقی ایران قرار دارد و ۱۲۳ کیلومتر مرز مشترک با کشور افغانستان دارد. این شهرستان از شمال به شهرستان‌های رشتخوار، تایباد و تربت حیدریه، از غرب به شهرستان گناباد و شهرستان رشتخوار، از جنوب به شهرستان قائنات در خراسان جنوبی و از شرق به کشور افغانستان متصل است. این شهرستان با کشور افغانستان ۹۱ کیلومتر مرز مشترک دارد. شهرستان خواف از نظر صنعتی به‌دلیل وجود معادن سنگ آهن سنگان نیز به پایتخت سنگ آهن خاورمیانه معروف شده‌است. همچنین از نظر محیط زیست به‌دلیل وجود گونه خاص هوبره در دشت سیرخون خواف، این شهرستان را پایتخت هوبره نیز می‌شناسند. شهرستان خواف در سال ۱۳۶۸ از شهرستان تربت حیدریه جدا و مستقل شده‌است. شمال این شهرستان واقع در رشته‌کوه کوهسرخ قرار گرفته‌است.

## اقتصاد و صنعت
شهرستان خواف در ۵۰ کیلومتری مجتمع سنگ آهن سنگان واقع شده‌است که علاوه بر آن معادن سنگ آهن پلاسری نیز با عیار بالا ارزش زیادی به دخایر معدنی این منطقه افزوده می‌شود.

## موقعیت جغرافیایی و ویژگی‌های طبیعی
شهرستان مرزی خواف با مساحتی حدود ۹۷۹۷ کیلومتر مربع، از شمال به شهرستان رشتخوار، از شرق به افغانستان و شهرستان تایباد، از جانب جنوب به قائن و از سوی مغرب به شهرستان‌های گناباد و تربت حیدریه محدود می‌گردد. مرکز این شهرستان شهر خواف است. شاید «ابن ندیم» نخستین کسی باشد که در «الفهرست» این قصبه را «روی» خوانده‌است. هنوز مرکز شهر خواف را عیناً به همین شکل «روی» می‌گویند و گاهی نیز «رود» گفته می‌شود که صورت تحریف شدهٔ «روی» است. براساس آخرین تقسیمات کشوری شهرستان خواف دارای ۵ شهر به نام رود خواف، سنگان، قاسم‌آباد، سلامی و نشتیفان می‌باشد. خواف همچنین دارای ۴ بخش و ۸ دهستان است. معدن سنگ آهن سنگان خواف یکی از بزرگ‌ترین معادن خاورمیانه به‌شمار می‌رود. کشاورزی و دامپروری اساس فعالیت‌های اقتصادی منطقه را تشکیل می‌دهد و مهم‌ترین محصولات کشاورزی آن عبارتند از: گندم، جو، پنبه، چغندرقند و فراورده‌های جالیزی. از محصولات دامی این شهرستان می‌توان به انواع فراورده‌های لبنی ماننددوغ و ماست، پنیر، کره، کشک و… اشاره کرد.

## پیشینهٔ تاریخی
«خواف» همچون خواف نوشته می‌شود و «خاف» خوانده می‌شود. تمامی جغرافی‌دانان عصر اسلام همچون یاقوت در «معجم البلدان»، مقدسی در «احسن التقاسیم» و حمدالله مستوفی در «نزهه القلوب» و سرانجام حافظ ابرو در «جغرافیا ی تاریخی» خواف را به همین شکل ضبط کرده‌اند. امروزه خواف وسعتی در حدود یک دهم خواف قدیم را دارد. در گذشته تربت حیدریه و بخشی از منطقه‌ای که اکنون در خاک افغانستان است جزء خواف بوده‌است. خواف از نظر پیشینه تاریخی پیش از اسلام جزیی از قلمرو پارتیان بوده و سابقه تاریخی اش به چندین هزار سال می‌رسد. به گزارش دکتر مشکور صاحب رساله ایران در عهد باستان خواف در عهد اشکانیان و ساسانیان نیز جزء شهرهای آباد ایران بوده‌است که از توابع مهم ابرشهر (نیشابور) محسوب می‌شد. حاکم این ولایت را «کنارنگ» می‌گفته‌اند. حافظ ابرو دانشمند و مورخ نامی قرن هشتم و نهم خواف را چنین توصیف کرده‌است: خواف ناحیه‌ای است مشهور که مردم بزرگ از آنجا برخاسته‌اند. از علما و ملوک و وزراء جد اعلای محمد مظفر شاه شجاع از دهستان نشتیفان خواف بوده و ملک زوزن که مدتی حکومت کرد در اواخر دولت خوارزمشاهیان از زوزن خواف بوده‌اند. در خواف مزارع و قراء بسیار است و کانی آهن دارد. مردم در آنجا سنی و شیعه مذهبند و آب ایشان بیشتر از کاریز است. رودهای آب اندکند و درخت بسیار و ابریشم حاصل شود و از میوه همه نوع باشد به خصوص پنبه و انار نیز بسیار باشد. خواف محل عبور شاخه‌ای از جاده ابریشم به طول ۱۰ هزار کیلومتر است که در قرن اول قبل از میلاد از شهر «سیان» پایتخت چین و از طریق هرات به ایران وارد می‌شده‌است. ولایت خواف از سال ۱۲۴۹ ه‍.ق که هرات از ایران جدا شد به تابعیت مشهد یعنی خراسان کنونی درآمد.

## موسیقی مقامی شهرستان خواف
شهرستان خواف نیز همانند تربت جام دارای پیشینه غنی در هنر موسیقی است. موسیقی این منطقه برپایه مقام‌های سماعی شکل گرفته و در طول زمان ساخته و پرداخته شده‌است. شهرستان خواف استادان بی نظیری را در زمینه موسیقی مقامی به هنر ایران زمین معرفی نموده‌است. سازهای مهم این منطقه را دف و دوتار تشکیل می‌دهند. استاد عثمان محمدپرست، از استادان بنام دوتار، یکی از پایه‌گذاران موسیقی دوتار، در شهرستان خواف بود. اما از نسل جوان نوازندگان دوتار می توان به خلیل شیخ اشاره نمود که فعالیت های گسترده ای در ایران و بقیه کشورها (ترکیه، قزاقستان، روسیه، تاجیکستان، و کشورهای اروپایی در زمینه موسیقی مقامی خراسان و ایرانی داشته است.
خلیل شیخ مدتی هست ساکن کشور امارات هست و در دبی به فعالیت های موسیقی خود می پردازد.
.

## مشاغل و هنرهای سنتی شهرستان خواف
در شهرستان خواف هنرهای دستی و مشاغل سنتی بسیاری رواج دارند. اگرچه این مشاغل از رواج قابل قبولی برخوردار نیستند، لیکن می‌توان با گردش در شهر و در بازارهای آن مراکزی را یافت که هنوز براساس الگوهای سنتی به کار مشغولند. از این مشاغل می‌توان از قالی بافی، فرت بافی یا تون بافی، آهنگری، نمد مالی، نخ تابی، خراطی، نجاری، مسگری و ساخت سازهای سنتی یاد کرد.